# Erhärten
Das Erhärten ist die dritte und letzte Phase bei der Umwandlung von Zementleim zu Zementstein in Beton oder Mörtel. Das Erhärten setzt nach dem Erstarren mit einer Dauer von 12 Stunden und dem Ansteifen mit einer Dauer von einer Stunde in der Anfangsphase ein. Der Vorgang des Erhärtens markiert den Übergang von Frischbeton zu Festbeton, da die Hydratation zu Ende geführt wird. Nach 28 Tagen erhält der Zementstein seine geforderte Normfestigkeit, die Erhärtung ist zu diesem Zeitpunkt noch nicht abgeschlossen und setzt sich weiter fort.
Um die geforderten Festigkeiten des Baustoffs zu erreichen, ist eine sorgfältige Nachbehandlung notwendig. Fehler in der Nachbehandlung führen zum Austrocknen des Baustoffs und damit zu einem unvollständigen Ablauf der Hydratation und zu übermäßigem Schwinden.